# Allenius iviei
Allenius iviei là một loài bọ cánh cứng được tìm thấy ở các tiểu bang Hoa Kỳ Idaho và Montana. Nó là một trong các loài côn trùng hiếm nhất ở của Hoa Kỳ và được phát hiện năm 2009, chúng dài khoảng 1 mm. Loài này độc đáo ở chỗ chúng có khả năng rụt đầu vào một ống trong ngực để tự bảo vệ,